# Stade Malherbe Caen Calvados Basse-Normandie 2016-2017
Questa voce raccoglie le informazioni riguardanti lo Stade Malherbe Caen nelle competizioni ufficiali della stagione 2016-2017.

## Rosa
| N. |                           | Ruolo | Calciatore          |
| -- | ------------------------- | ----- | ------------------- |
| 1  | Francia (bandiera)        | P     | Rémy Vercoutre      |
| 2  | Francia (bandiera)        | C     | Nicolas Seube       |
| 4  | Costa d'Avorio (bandiera) | C     | Ismaël Diomandé     |
| 5  | Tunisia (bandiera)        | D     | Alaeddine Yahia     |
| 6  | Francia (bandiera)        | C     | Jonathan Delaplace  |
| 7  | Costa d'Avorio (bandiera) | A     | Yann Karamoh        |
| 8  | RD del Congo (bandiera)   | C     | Jordan Nkololo      |
| 10 | Francia (bandiera)        | C     | Steed Malbranque    |
| 11 | Francia (bandiera)        | C     | Vincent Bessat      |
| 12 | Francia (bandiera)        | A     | Ronny Rodelin       |
| 13 | Tunisia (bandiera)        | D     | Syam Ben Youssef    |
| 14 | Haiti (bandiera)          | A     | Jeff Louis          |
| 15 | Benin (bandiera)          | D     | Emmanuel Imorou     |
| 16 | Francia (bandiera)        | P     | Louis Deschateaux   |
| 17 | Francia (bandiera)        | C     | Jean-Victor Makengo |

| N. |                    | Ruolo | Calciatore        |
| -- | ------------------ | ----- | ----------------- |
| 18 | Benin (bandiera)   | C     | Jordan Adéoti     |
| 19 | Francia (bandiera) | C     | Jordan Leborgne   |
| 20 | Haiti (bandiera)   | A     | Hervé Bazile      |
| 21 | Comore (bandiera)  | D     | Chaker Alhadhur   |
| 22 | Senegal (bandiera) | A     | Pape Sané         |
| 23 | Francia (bandiera) | D     | Mouhamadou Dabo   |
| 24 | Francia (bandiera) | D     | Frédéric Guilbert |
| 25 | Francia (bandiera) | C     | Julien Féret      |
| 26 | Croazia (bandiera) | A     | Ivan Santini      |
| 27 | Francia (bandiera) | C     | Valentin Voisin   |
| 28 | Francia (bandiera) | D     | Damien Da Silva   |
| 29 | Haiti (bandiera)   | D     | Romain Genevois   |
| 30 | Francia (bandiera) | P     | Paul Reulet       |
| 40 | Francia (bandiera) | P     | Matthieu Dreyer   |